# Платания (дем Горуша)
Вижте пояснителната страница за други значения на Платания.
Платания, още Бобуща или Бобущ (произношение в най-близкия български говор: Бобушча, на гръцки: Πλατανιά, Платания, Платаня, до 1927 година: Μπουμπούστιον, Бобустион), е село в Република Гърция, дем Горуша (Войо) в област Западна Македония.

## География
Селото е разположено на 680 m надморска височина, северно от град Неаполи (Ляпчища, Населич), на границата с дем Хрупища. На север граничи със село Богатско. Селото е разположено по десния (югозападен) бряг на река Бистрица.

## История

### Етимология
Според академик Иван Дуриданов Бобущ, Бобуща е притежателно прилагателно със суфикс -јь, -jā от изчезналото лично име Бобут-(а), разширено със суфикс -ут(а) от Бобе, Бобо, хипокористика от Богдан, Борис и прочее. Сравними са старополските лични имена Bob, Bobek, Bobka, старочешките лични имена Bob, Bobek. Суфиксът -ut(a) е сравним в полските лични имена Blizuta, Boguta, Nieguta.
Йордан Заимов смята, че името е от *Бобошт: бобот, „глух шум (от падане на вода)“. Според Дуриданов от съществителни с подобно значение не са засвидетелствани притежателни прилагателни.

### В Османската империя
„Бистрица я прѣминахме по единъ тѣсенъ мостъ и не безъ страхъ при Смикси. Това мѣсто служи и за езиковна граница. Първото село, въ което се говори само на гръцки, е Бубуща. Тукашнитѣ жители се наричатъ валахадесъ; тѣ сѫ повечето мохамедане, но говорятъ изключително гръцки. Названието си сѫ получили отъ това, че знаятъ само една турска дума „евала“. Тѣхния типъ е повечето гръцки, отколкото славянски: черна коса и очи, и изкривенъ носъ се срѣщатъ най-много. (Именно зарадъ тия чърти неможе да се мисли, че тѣ иматъ нѣщо общо съ „Влахи“.)“
В края на XIX век Бобуща е мюсюлманско гръкоезично село в Населишка каза на Османската империя. Според Васил Кънчов („Македония. Етнография и статистика“) в 1900 в него живеят 300 гърци мохамедани (валахади).
Според статистика на Серфидженския санджак на гръцкото консулство в Еласона от 1904 година в Бобуци (Μπομπούτσι), Населишка каза, живеят 650 валахади.
В „Етнография на Македония“, издадена в 1924 година, Густав Вайганд описва Бубуща като гръцко село на българо-гръцката езикова граница:
| „ | Котловината на Кастория е българска, но самата Кастория както и Маврово са гръцки, респективно гърцизирани, в Хрупища гръцката партия е наистина много силна, но не може да става дума за гърцизиране. Гощерац е почти, Богатсико - напълно гърцизирано. Езиковата граница върви от Гощерац към моста на Смикси, на север лежащото Пишак е още българско, а обратно Витсани и Бубуща са гръцки. Долината на идващия от Грамости поток, на Белица, е българска до Хамотско, следващото Линотопи е албанско, а следващото Грамости - аромънско. | “ |

### В Гърция
През Балканската война в 1912 година в селото влизат гръцки части и след Междусъюзническата в 1913 година Бобуща остава в Гърция. В средата на 20-те години населението на Бобуща е изселено в Турция по силата на Лозанския договор и на негово място са заселени понтийски гърци бежанци от Турция. В 1928 година то е представено като изцяло гръцко бежанско село със 72 семейства и 236 жители.
В 1927 година името на селото е сменено на Платания.
Населението традиционно произвежда различни земеделски продукти.
| Име              | Име                 | Ново име | Ново име | Описание                                              |
| ---------------- | ------------------- | -------- | -------- | ----------------------------------------------------- |
| Кондоянев чифлик | Τσιφλίκ Κοντογιάννη | Левкес   | Λεύκες   | бивше селище С от Платания на десния бряг на Бистрица |

| Година    | 1913 | 1920 | 1928 | 1940 | 1951 | 1961 | 1971 | 1981 | 1991 | 2001 | 2011 | 2021 |
| --------- | ---- | ---- | ---- | ---- | ---- | ---- | ---- | ---- | ---- | ---- | ---- | ---- |
| Население | 351  | 290  | 213  | 305  | 245  | 177  | 116  | 151  | 148  | 121  | 93   | 88   |

## Личности
Родени в Платания
- Никола Константин от гревенското село Бобуща, грък, православен, арестуван преди април 1904 година, обвинен, че „бил водач и им показвал пътя на Аргир и Васил, които събирали пари за оръжие и муниции с цел да се наруши порядъкът“, осъден от Първостепенния съд в Серфидже на 3 години затвор, лежал в Серфидженския затвор, амнистиран с общата амнистия от 12 април 1904 година[12]